# Língua passé
O passé ou pasé é uma língua da família linguística arawak.